# اومنینت
اومنینت (انگلیسی: Omninet) شرکت نرم‌افزاری آلمانی است، که در زمینه مدیریت فرایندهای تجاری، مدیریت خدمات فناوری اطلاعات و توسعه نرم‌افزار فعالیت می‌کند. این شرکت در سال ۱۹۹۳ توسط یواخیم لنزر تأسیس شد و هم‌اکنون دارای شعبه در کشورهای اتریش، سوئیس، هلند، بلژیک، روسیه و ایالات متحده آمریکا می‌باشد. دفتر مرکزی اومنینت در شهر اکنتال، آلمان قرار دارد.

## تاریخچه
این شرکت در سال 1993 با نام OMNINET آلمان به عنوان شراکت در سال 1995 تاسیس شد و به GmbH تبدیل شد. در سال 2005 راه اندازی شرکت های تابعه در خارج از کشور آغاز شد. در سال 2010، گروه Omninet 90 کارمند و در سال 2014 حدود 150 کارمند داشت.

## افتخارات کسب شده
Omninet پلتفرم فرآیند کسب و کار به نام Omnitracker را توسعه داده و به فروش می رساند. Omninet 2012 توسط تحلیلگران Info-Tech Research Group به عنوان یکی از پیشروترین فروشندگان ابزار ITSM در جهان ارزیابی شد و به عنوان یک "مبتکر" در Enterprise Service Desk طبقه بندی شد. در تحقیقات بازار برای سال 2017، تحلیلگر آلمانی "Research in Action" 20 بهترین ارائه دهنده از حدود 250 ارائه دهنده IT و نرم افزار مدیریت سازمانی در آلمان را مقایسه کرد و Omninet را در جایگاه سوم قرار داد.